# Château de la Crochais
Le château de la Crochais est un édifice situé à Ploubalay, en France.

## Localisation
Le château est situé sur le territoire de l'ancienne commune de Ploubalay dans le département des Côtes-d'Armor, dans la région Bretagne.

## Description
À l'est du territoire communal, le site du château de la Crochais présente un important logis de style néo-classique aspecté au sud. Précédé d'un saut-de-loup dont une extrémité joignait, à l'appui de l'analyse du cadastre de 1827 et du croquis du vicomte Henri Frotier de La Messelière, le chevet à pans coupés de la chapelle placée sous le patronage de saint Jean-Baptiste, ce logis composé d'un étage carré et d'un étage de comble est divisé par trois murs-de-refend montant de fond et portant souche de cheminée. La façade antérieure sur cour présente cinq travées régulières, chaque travée étant formée par de grandes fenêtres rectangulaires verticales. La travée antérieure gauche, coiffée d'un toit en pavillon sommé d'épis de faîtage en zinc, et la travée recevant l'entrée, sont en ressaut, la première étant affirmée par un large fronton-pignon triangulaire présentant probablement à l'origine des armoiries du commanditaire, la seconde étant soulignée par deux rampants antérieurs à redents décoratifs. Le logis manorial primitif, situé à l'arrière du précédent logis, est un logis de plan rectangulaire à un étage carré dont la façade postérieure présente une tour circulaire demi-hors-œuvre enfermant probablement un escalier à vis. Cette tour est située au droit de l'entrée architecturée (porte à arc en anse de panier en accolade s'inscrivant dans un arc brisé mouluré à base prismatique et à archivolte). La façade antérieure est en outre ouverte de deux croisées à l'étage.

## Historique
Situé au voisinage d'un souterrain du second âge du fer, le château de la Crochais est le témoignage d'une occupation pluriséculaire du site : le site comprend en effet un logis manorial du XVe siècle et un logis du XVIIIe siècle " avec cour close et chapelle ", selon Henri Frotier de La Messelière, ayant appartenu, selon ce dernier, aux familles Ladvocat (XVe - XVIIIe s.) et Briot (XIXe-XXe s.).
Il est inscrit à l'inventaire général du patrimoine culturel.